# Simas Galdikas
Simas Galdikas (Klaipėda, 3 gennaio 1987) è un ex cestista lituano.